# 麗冠花環
麗冠花環，是日本純種競賽馬匹。生涯活躍於中距離賽事，曾於2021年勝出大阪盃。

## 出賽前
2017年1月28日出生于北海道安平町北部牧場，於一口馬主俱樂部Carrot Farm Co. Ltd.進行馬主募集後被送往北海道苫小牧市北部牧場空港分場成長。
其後交由栗東訓練中心練馬師高野友和訓練。

## 競賽生涯

### 3歲
2020年1月11日出戰京都競馬場3歲新馬戰，於川田將雅策騎下在第二的位置推進，於直路上衝出並成功拋離第二的White Lodge 2馬位奪得首勝。
放草過後出戰6月6日之3歲以上一捷馬戰，比賽途中一直處於中團位置，進入直路後開始發力超越前方對手，於保持速度下成功擺脫追擊的寶貝親愛再次奪冠。
其後出戰兩捷馬戰糸魚川特別，以有利位置進入直路後成功發揮末腳，最終以2馬位優勢取得三連勝。
進入秋季後，陣營原定安排其出戰秋華賞，但最終於抽選階段未能成功入選而被排除於出賽名單外，最終陣營決定安排其轉戰三捷馬戰大原錦標。比賽開始後，其隨即搶佔位置進行領放，並於比賽途中一直保持優勢的速度，絲毫未有減速跡象，最終於一放到底之下以2馬位優勢奪得四連勝。
12月5日出戰挑戰盃，成功壓過極峰之子、本年度新潟紀念冠軍極好事獲得第一人氣。比賽開始後，其處於第二的位置，保持節奏下於第四彎道成功領先。進入直路後，其勢頭仍然足以保持優勢，最終於不斷衝刺之下以1 1/2馬位領先極好事奪得首個分級賽冠軍。

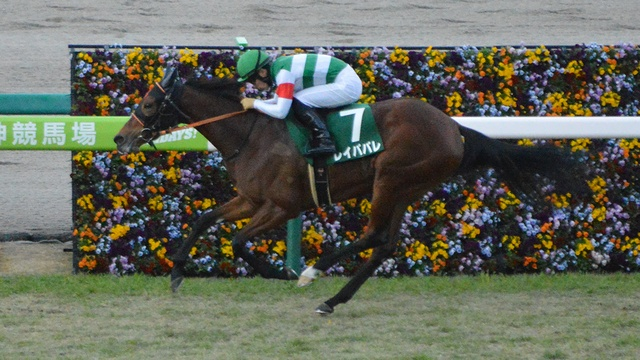
出戰挑戰盃的麗冠花環

### 4歲
2021年3月2日，經過休養後決定出戰大阪盃。由於本次比賽有上年度奪得無敗三冠的鐵鳥翱天、最佳短途馬放聲歡呼及每日王冠冠軍戰武者等強敵，麗冠花環僅獲得第四人氣。比賽開始後，其隨即搶佔先機進行快放，以前1000米59.8秒的較快步速帶領馬群前進。通過第四彎道時，後方有馬匹開始發力嘗試超越其，但麗冠花環並未讓出領先的位置，而是於進入直路初段時繼續加速衝刺。最終於其跑出全場最佳末腳下以4馬位奪得首個分級賽冠軍，亦爲日本賽馬史上首匹僅出戰六場比賽就奪得一級賽頭銜的賽駒。
6月27日出戰寶塚紀念，比賽途中以第二的位置推進，但於直路上被跑出優秀末腳的創世駒超越下，又未能超越前方領放的皇室徽號，最終以第三完賽獲得生涯首敗。
夏季放草過後以產經賞作爲秋季首戰，雖然比賽初段以良好節奏推進，但於直路上相繼被其他馬匹超越，最終獲得第四。
11月14日出戰女皇伊利沙伯二世盃，由於主戰騎師川田需要策騎唯獨愛你遠征美國的育馬者盃雌馬草地大賽，因而改由李慕華代打策騎。比賽開始後，其繼續處於前方位置以一貫節奏推進，並於直路初段取得領先。然而進入直路終端位置，其未能繼續加速保持速度下失速，最終以第六落敗。
其後陣營宣佈安排其遠征香港，出戰12月12日的香港盃。由於主戰騎師川田再次選擇策騎唯獨愛你，因而由蘇銘倫代打策騎，最終其再次未能發揮實力下以第六完賽。

### 5歲
2022年首戰爲3月15日的金鯱賞，比賽途中於第四的位置推進，雖然於直路成功跑出600米34.6秒的驚人末腳，但仍然未能對領放馬金積驥造成有效威脅而獲得亞軍。
其後出戰大阪盃以連霸爲目標，僅次上年度日本馬王樂透心及贏得前哨戰之金積驥獲得第三人氣，比賽開始後，其處於先頭有利位置追走，進入直路後隨即響應騎師川田的指揮發力加速，可惜於最後關頭被由外檔位置加速衝刺的第八人氣伏兵菜圃向榮反超，最終以頭位差距憾負。
5月15日出戰維多利亞一哩賽，爲其暌違2年再次出戰一哩賽事。比賽開始後，由於其失足導致鞍上之騎師川田險而落馬，但調整過後成功進佔第三的位置推進。然而於進入直路後，其再次未能進一步加速保持優勢，最終於失速之下以第十二大敗。
秋季首戰爲每日王冠，僅次於安田紀念亞軍戰舞者獲得第二人氣。比賽開始後，前方由赤紅晨曦快放做出前1000米57.8秒的超快步速，而麗冠花環則於內欄第三的位置推進。通過第三彎道時，其和領放馬的差距縮小，並於進入直路後開始發力加速成功領先。於其繼續加速下，最後400米時其經已成功擺脫後方來襲的野田小子等後上賽駒，然而於最後100米處，其勢頭突然減弱並失速，最終被戰舞者、俊彥茶座及野田小子相繼超越獲得第四。
其後再度遠征香港出戰香港盃，由於主戰騎師川田選擇留在日本策騎主戰馬自由島出戰阪神兩歲牝馬錦標，改由來港客串的莫雷拉代打策騎，但於比賽途中一直未能有效加速，最終以第九名完賽。
賽後經過醫療團隊詳細檢查，發現其右前腳腫脹，最終陣營經過慎重考慮後，決定安排其退役。

### 詳細賽績
| 日期       | 舉辦國家 | 馬場 | 距離   | 級別 | 賽事名稱           | 負重 | 騎師     | 馬號 | 出馬 | 名次 | 時間    | 頭馬（二馬）    |
| ---------- | -------- | ---- | ------ | ---- | ------------------ | ---- | -------- | ---- | ---- | ---- | ------- | --------------- |
| 11/1/2020  | 日本     | 京都 | 草1600 |      | 3歲新馬            | 54   | 川田將雅 | 4    | 16   | 1    | 1:37.5  | （White Lodge） |
| 6/6/2020   | 日本     | 阪神 | 草1600 |      | 3歲以上一捷馬      | 52   | 川田將雅 | 8    | 14   | 1    | 1:33.9  | （寶貝親愛）    |
| 26/7/2020  | 日本     | 新潟 | 草1800 |      | 糸魚川特別         | 52   | 川田將雅 | 6    | 9    | 1    | 1:45.3  | （Cantor）      |
| 18/10/2020 | 日本     | 京都 | 草1800 |      | 大原錦標           | 52   | 川田將雅 | 5    | 13   | 1    | 1:46.3  | （里見巫師）    |
| 5/12/2020  | 日本     | 阪神 | 草2000 | GIII | 挑戰盃             | 53   | 川田將雅 | 7    | 11   | 1    | 1:59.9  | （極好事）      |
| 4/4/2021   | 日本     | 阪神 | 草2000 | GI   | 大阪盃             | 55   | 川田將雅 | 8    | 13   | 1    | 2:01.6  | （魔族紳士）    |
| 27/6/2021  | 日本     | 阪神 | 草2200 | GI   | 寶塚紀念           | 56   | 川田將雅 | 2    | 13   | 3    | 2:11.4  | 創世駒          |
| 26/9/2021  | 日本     | 中山 | 草2200 | GII  | 產經賞             | 56   | 川田將雅 | 12   | 16   | 4    | 2:12.3  | 瑪蓮必勝        |
| 14/11/2021 | 日本     | 阪神 | 草2200 | GI   | 女皇伊利沙伯二世盃 | 56   | 李慕華   | 1    | 17   | 6    | 2:12.6  | 紅線情牽        |
| 12/12/2021 | 香港     | 沙田 | 草2000 | GI   | 香港盃             | 55.5 | 蘇銘倫   | 11   | 12   | 6    | 2:01.41 | 唯獨愛你        |
| 13/3/2022  | 日本     | 中京 | 草2000 | GII  | 金鯱賞             | 56   | 川田將雅 | 10   | 13   | 2    | 1:57.6  | 金積驥          |
| 3/4/2022   | 日本     | 阪神 | 草2000 | GI   | 大阪盃             | 55   | 川田將雅 | 14   | 16   | 2    | 1:58.5  | 菜圃向榮        |
| 15/5/2022  | 日本     | 東京 | 草1600 | GI   | 維多利亞一哩賽     | 55   | 川田將雅 | 13   | 18   | 12   | 1:32.9  | 純淨之輝        |
| 9/10/2022  | 日本     | 東京 | 草1800 | GII  | 每日王冠           | 55   | 川田將雅 | 5    | 10   | 4    | 1:44.4  | 戰舞者          |
| 11/12/2022 | 香港     | 沙田 | 草2000 | GI   | 香港盃             | 55.5 | 莫雷拉   | 12   | 12   | 9    | 2:01.27 | 浪漫勇士        |

## 退役後
退役後，麗冠花環成爲了繁殖雌馬，於北海道安平町北部牧場休養，在2023年進行配種。首匹子嗣在2024年出生，可於2026年出賽。

### 詳細繁殖資料
| 數目 | 馬名         | 出生年 | 性別 | 父系     | 練馬師 | 馬主 | 戰績       |
| ---- | ------------ | ------ | ---- | -------- | ------ | ---- | ---------- |
| 首匹 | 麗冠花環2024 | 2024   | 雄   | 農神節慶 |        |      | （出賽前） |

## 血統簡介
父系大震撼爲日本賽駒，爲日本賽馬史上第二匹無敗三冠馬，生涯出戰十四場賽事僅得兩場未能勝出，退役後配種成績亦極爲優秀。祖父週日寧靜是美國三冠賽雙軍馬，退役後在日本配種，在日本馬壇相當成功，贏得多項分級賽事，其子嗣贏得巨額獎金。
母系Shells Lei爲日本賽駒，生涯戰績不佳，雖有勝場但未突破條件戰級別。外祖父大洋船爲美國生產的日本賽駒，於草地泥地賽事均有表現，曾勝出NHK一哩賽及日本盃泥地大賽。

### 血統表
| 父線：週日寧靜系（Halo系）         |                              |               |                 |
| 種馬 大震撼 2002年（棗色）         | 週日寧靜 1986年（棕色）      | Halo          | Hail to Reason  |
| 種馬 大震撼 2002年（棗色）         | 週日寧靜 1986年（棕色）      | Halo          | Cosmah          |
| 種馬 大震撼 2002年（棗色）         | 週日寧靜 1986年（棕色）      | Wishing Well  | Understanding   |
| 種馬 大震撼 2002年（棗色）         | 週日寧靜 1986年（棕色）      | Wishing Well  | Mountain Flower |
| 種馬 大震撼 2002年（棗色）         | 風中秀髮 1991年（棗色）      | Alzao         | 利法爾          |
| 種馬 大震撼 2002年（棗色）         | 風中秀髮 1991年（棗色）      | Alzao         | Lady Rebecca    |
| 種馬 大震撼 2002年（棗色）         | 風中秀髮 1991年（棗色）      | Burghclere    | Busted          |
| 種馬 大震撼 2002年（棗色）         | 風中秀髮 1991年（棗色）      | Burghclere    | Highclere       |
| 繁殖雌馬 Shells Lei 2003年（灰色） | 大洋船 1998年（灰色）        | French Deputy | Deputy Minister |
| 繁殖雌馬 Shells Lei 2003年（灰色） | 大洋船 1998年（灰色）        | French Deputy | Mitterand       |
| 繁殖雌馬 Shells Lei 2003年（灰色） | 大洋船 1998年（灰色）        | Blue Avenue   | Classic Go Go   |
| 繁殖雌馬 Shells Lei 2003年（灰色） | 大洋船 1998年（灰色）        | Blue Avenue   | Eliza Blue      |
| 繁殖雌馬 Shells Lei 2003年（灰色） | Oyster Ticket 1998年（棗色） | 勝利獎券      | 東來兵          |
| 繁殖雌馬 Shells Lei 2003年（灰色） | Oyster Ticket 1998年（棗色） | 勝利獎券      | Powerful Lady   |
| 繁殖雌馬 Shells Lei 2003年（灰色） | Oyster Ticket 1998年（棗色） | Namura Pieris | Tosho Boy       |
| 繁殖雌馬 Shells Lei 2003年（灰色） | Oyster Ticket 1998年（棗色） | Namura Pieris | Yamani Sakura   |
| 雌系：號族：3-l                    |                              |               |                 |
| 五代內近親交配：無                 |                              |               |                 |

## 命名由來
名字Lei Papale（レイパパレ）於夏威夷語中有頭部裝飾的意思，繼承自母系Shells Lei的名字，香港則結合音譯及意譯，翻譯为「麗冠花環」。

## 外部連結
- 麗冠花環 netkeiba.com （页面存档备份，存于）
- 血統表 （页面存档备份，存于）